# 鲁道夫·克鲁采

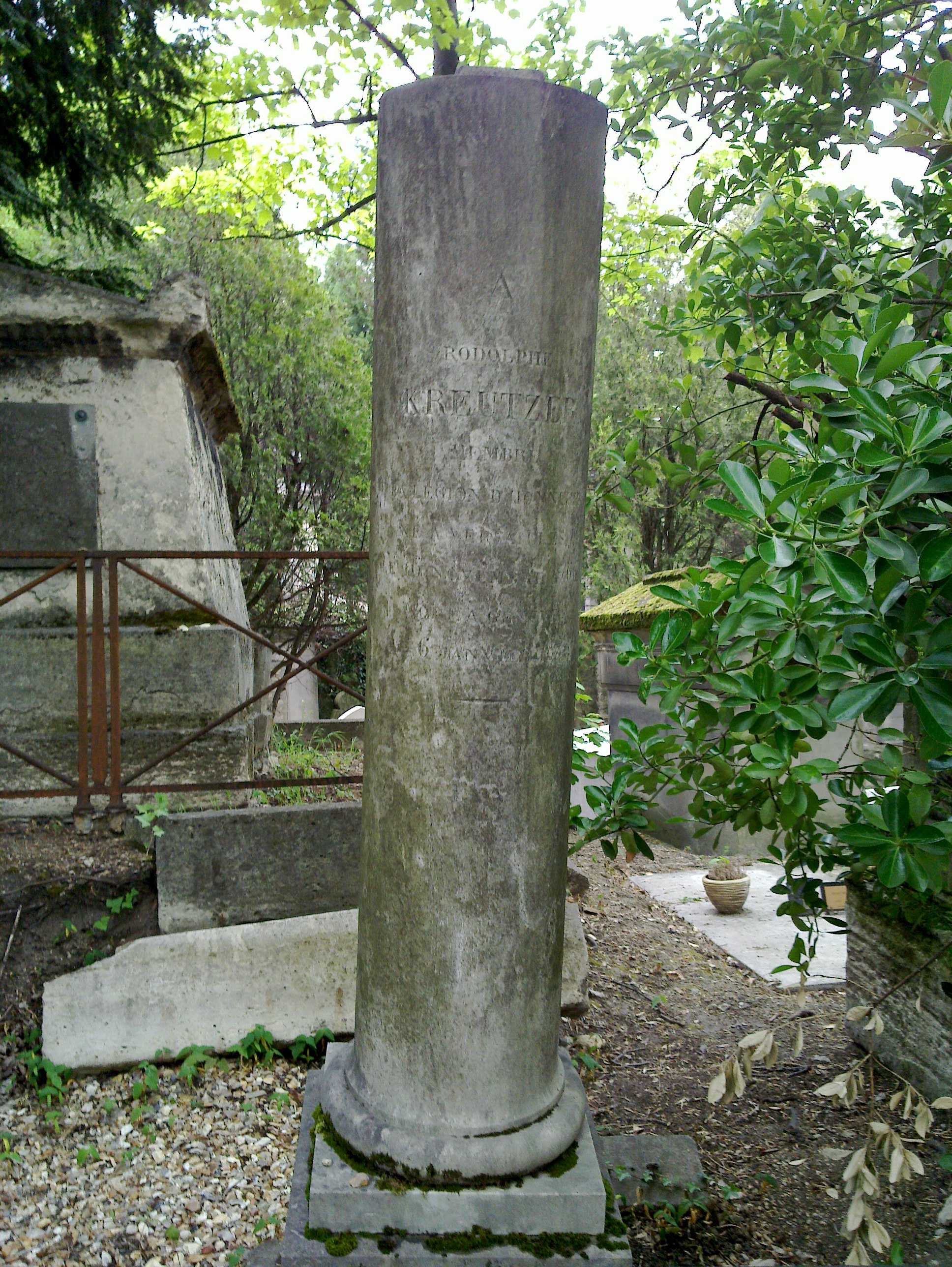
位於法國拉雪茲神父公墓內的克鲁采墓碑

鲁道夫·克鲁采（法語：Rodolphe Kreutzer，1766年11月15日—1831年1月6日），是一位法国小提琴家，指挥家以及作曲家。他曾寫過40齣歌劇，他的小提琴演奏在当时也负有盛名。
1798年，克鲁采在维也纳为法国大使让-巴蒂斯特·贝尔纳多特工作时与贝多芬相识。而让克鲁采留名后世的是贝多芬将其创作的《第9小提琴奏鸣曲》题献给他，并以《克鲁采》作为标题。但是克鲁采本人并不欣赏这一奏鸣曲，也从没演奏过它。事实上，贝多芬的此曲本来是要献给乔治·布里奇托尔的，但因为二人发生了矛盾才转而献给克鲁采。
他與另外兩位同樣是小提琴家和作曲家皮埃尔·罗德及皮埃尔·巴约曾一同於巴黎音樂學院共事過，並且共同制定了音樂學院內的小提琴教材。

## 主要作品
- 《42首練習曲及隨想曲》，小提琴獨奏曲，因涵蓋了小提琴種種的演奏技巧，包括弓法、指法、雙音練習等，因而被視為學習小提琴的其中一本必學教材，這套作品反而成為了他的代表作。
- 19首小提琴協奏曲
- 多首絃樂四重奏、小提琴奏鳴曲、小提琴與豎琴的夜曲等室樂作品
- 1首交響曲
- 3首交響協奏曲
- 40套歌劇，當中較著名的有《聖女貞德》（1790）、《保羅與維爾日妮》（1791，根據雅克-亨利·贝尔纳丹·德·圣皮埃尔的同名小說而寫成）、《韃靼人洛多伊斯卡》（1791）、《阿貝爾之死（英语：La mort d'Abel）》（1810）

## 外部連結
- 克羅采部份歌劇手稿資料庫